# Melanopolia frenata
Melanopolia frenata là một loài bọ cánh cứng trong họ Cerambycidae.